# Colin Hendry
Edward Colin James Hendry (sinh ngày 7 tháng 12 năm 1965) là một huấn luyện viên người Scotland và cựu cầu thủ bóng đá chuyên nghiệp.
Hendry, người từng chơi ở vị trí hậu vệ, đáng chú ý đã chơi ở Premier League cho Blackburn Rovers, nơi ông là một phần của đội giành danh hiệu năm 1995. Ông cũng chơi bóng đá ở hạng đấu cao nhất của cả Anh và Scotland cho Dundee, Manchester City, Rangers, Coventry City và Bolton Wanderers cũng như thời gian thi đấu tại Football League cho Preston North End và Blackpool. Ông đã có 51 lần khoác áo đội tuyển Scotland, ghi ba bàn và là một phần của đội bóng thi đấu tại Euro 1996 và World Cup 1998.
Sau khi nghỉ hưu, Hendry tiếp quản vị trí huấn luyện viên của câu lạc bộ Blackpool và sau đó có thời gian huấn luyện câu lạc bộ Clyde. Sau đó, anh trở lại Blackburn với tư cách là thành viên ban huấn luyện của họ và trước đó ông đã có thời gian làm trợ lý huấn luyện viên của đội Boston United.

## Sự nghiệp câu lạc bộ
Hendry chơi bóng lần đầu cho câu lạc bộ  bán chuyên nghiệp địa phương của ông ở giải Highland League có tên là Keith và Islavale-một câu lạc bộ thuộc Hiệp hội bóng đá trẻ Scotland (SJFA). Ông bắt đầu sự nghiệp chuyên nghiệp của mình vào năm 1983 với Dundee. Trong thời gian đầu sự nghiệp của mình, Hendry chủ yếu chơi ở vị trí tiền đạo. Năm 1987, ông chuyển đến chơi cho Blackburn Rovers, nơi ông chuyển sang làm hậu vệ. Một trong những lần ra sân đầu tiên của ông là trong trận chung kết Full Members Cup, nơi ông ghi bàn thắng duy nhất trong chiến thắng 1–0 ở sân Wembley cũ trước Charlton Athletic.
Ông đã chơi hơn 100 trận cho Blackburn trước khi gia nhập Manchester City vào năm 1989, nơi ông được vinh danh là Cầu thủ của năm trong mùa giải 1989–90. Tuy nhiên, số ngày của ông ở City chỉ được đếm bằng những con số, sau khi ông không nằm trong kế hoạch của huấn luyện viên Peter Reid khi Reid tiếp quản ghế huấn luyện vào tháng 11 năm 1990 sau khi Howard Kendall đến Everton.
Ông được Kenny Dalglish tái ký hợp đồng với Blackburn vào tháng 11 năm 1991 với mức phí 700.000 bảng và giúp họ đạt được thành công rực rỡ bao gồm việc thăng hạng từ Giải hạng hai và vô địch Premier League. Năm 1998, ông quay trở lại Scotland để thi đấu cho Rangers, nơi ông được huấn luyện viên Dick Advocaat ký hợp đồng với giá 4 triệu bảng Anh. Tuy nhiên, mặc dù đã giành được cú ăn ba trong nước trong mùa giải đầu tiên chơi cho đội bóng, thời gian ông ở đội bóng tương đối không hạnh phúc với việc Advocaat cho rằng Hendry "không phải là mẫu cầu thủ của ông". Sau thời gian ở Rangers, Hendry cũng chơi cho Coventry City và Bolton Wanderers, cũng như Preston North End và Blackpool dưới dạng cho mượn, trước khi giã từ sự nghiệp bóng đá.
Tổng cộng, Hendry đã chơi hơn 500 trận tại giải VĐQG và ghi hơn 40 bàn thắng trong sự nghiệp thi đấu kéo dài 20 năm.
Vào tháng 11 năm 2018, Hendry chơi một trận ở giải Blackburn Sunday League cho đội bóng có tên là Moorgate F.C.

## Sự nghiệp quốc tế

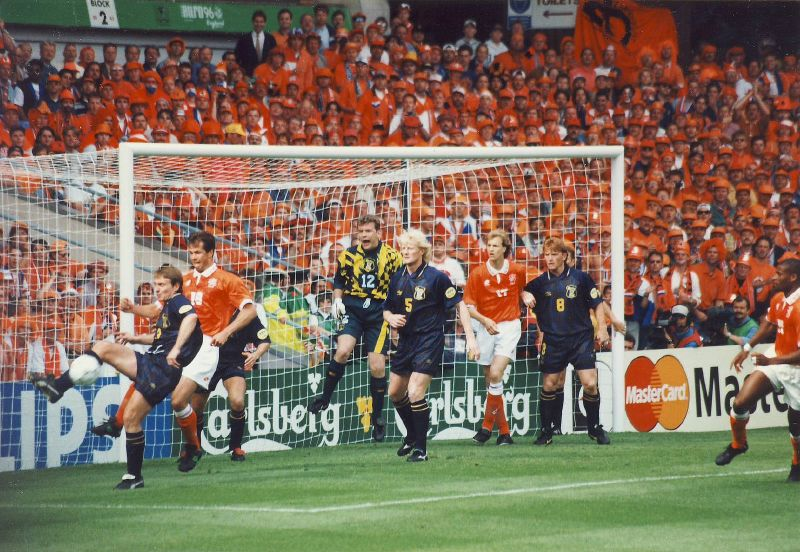
Hendry (áo xanh, số 5) chơi cho đội tuyển Scotland trong trận gặp Hà Lan tại sân Villa Park trong kỳ Euro 1996

Hendry đã thi đấu 51 trận quốc tế cho đội tuyển Scotland mặc dù thực tế là ông chỉ là người xuất hiện muộn ở đấu trường quốc tế, không ra mắt cho đến khi ông 27 tuổi. Ông là đội trưởng của Scotland tại World Cup 1998. Lần xuất hiện cuối cùng cho đội tuyển Scotland của ông, vào ngày 28 tháng 3 năm 2001, chứng kiến Hendry ghi hai bàn trong chiến thắng 4–0 trước San Marino. Sự nghiệp quốc tế của ông đã kết thúc khi ông sau đó bị cấm thi đấu sáu trận vì thúc cùi chỏ vào cầu thủ dự bị của San Marino Nicola Albani xuất hiện trong trận đấu đó.

## Sự nghiệp huấn luyện
Hendry nhận công việc huấn luyện viên đầu tiên của mình vào tháng 6 năm 2004 khi ông được bổ nhiệm làm huấn luyện viên của câu lạc bộ cũ Blackpool, nhưng đã bị câu lạc bộ sa thải vào tháng 11 năm 2005 sau một kết quả tồi tệ.
Vào tháng 9 năm 2006, Hendry gia nhập Boston United với tư cách là trợ lý huấn luyện viên, và vào tháng 6 năm 2007 ông trở thành huấn luyện viên của đội bóng Scotland Clyde.. Hendry đã thua ba trận đầu tiên khi cầm quân. Ông đã giành được chiến thắng đầu tiên trong khi thi đấu với đội bóng ở giải Scotland First Division Queen of the South vào tháng 8 năm 2007. Thành tích tốt nhất của ông là sáu -trận đấu bất bại từ tháng 11 năm 2007 đến tháng 12 năm 2007. Trận đấu cuối cùng của ông khi huấn luyện cho đội Clyde là trận đấu ở vòng 4 Cúp quốc gia Scotland, trận đấu mà Clyde thua 0-1 trước Dundee United. Hendry từ chức huấn luyện viên của câu lạc bộ Clyde vào ngày 18 tháng 1 năm 2008.
Vào tháng 6 năm 2012, Hendry tái gia nhập Blackburn Rovers, ban đầu là huấn luyện viên đội một. Sau đó, ông trở thành trợ lý huấn luyện viên Cho đội U21 của câu lạc bộ.
Vào ngày 12 tháng 6 năm 2014, Hendry rời Blackburn.

## Đời tư
Vợ của Hendry, Denise, qua đời vào ngày 10 tháng 7 năm 2009, ở tuổi 43. Cái chết của bà là do biến chứng trong một ca phẫu thuật cần thiết sau ca phẫu thuật thẩm mỹ được thực hiện vào tháng 4 năm 2002. Hendry có bốn người con với vợ: Rheagan, Kyle, Callum và Niamh..  Con trai ông Callum cũng là một cầu thủ bóng đá.
Vào ngày 23 tháng 6 năm 2010, Hendry chính thức bị tuyên bố phá sản tại Tòa án Hạt Blackpool. Có thông tin cho rằng ông phải đối mặt với hóa đơn thuế hơn 1 triệu bảng Anh và nợ các chủ nợ khác hàng nghìn bảng Anh. Một trong những chủ nợ là SpreadEx, một công ty cá cược.
Hendry bị buộc tội quấy rối và hành hung bạn gái cũ vào tháng 5 năm 2015. Sau đó, ông đã nhận tội quấy rối, trong khi cáo buộc hành hung được bãi bỏ.

## Thống kê sự nghiệp

### Câu lạc bộ
| Câu lạc bộ               | Mùa giải            | Giải đấu                  | Giải đấu | Giải đấu  | Cúp quốc gia | Cúp quốc gia | League Cup | League Cup | Khác    | Khác      | Tổng cộng | Tổng cộng |
| Câu lạc bộ               | Mùa giải            | Giải đấu                  | Số trận  | Bàn thắng | Số trận      | Bàn thắng    | Số trận    | Bàn thắng  | Số trận | Bàn thắng | Số trận   | Bàn thắng |
| ------------------------ | ------------------- | ------------------------- | -------- | --------- | ------------ | ------------ | ---------- | ---------- | ------- | --------- | --------- | --------- |
| Dundee                   | 1983–84             | Scottish Premier Division | 4        | 0         | 1            | 0            | 0          | 0          | —       | —         | 5         | 0         |
| Dundee                   | 1984–85             | Scottish Premier Division | 4        | 0         | 0            | 0            | 0          | 0          | —       | —         | 4         | 0         |
| Dundee                   | 1985–86             | Scottish Premier Division | 20       | 0         | 3            | 1            | 0          | 0          | —       | —         | 23        | 1         |
| Dundee                   | 1986–87             | Scottish Premier Division | 13       | 2         | 1            | 0            | 0          | 0          | —       | —         | 14        | 2         |
| Dundee                   | Tổng cộng           | Tổng cộng                 | 41       | 2         | 5            | 1            | 0          | 0          | 0       | 0         | 46        | 3         |
| Blackburn Rovers         | 1986–87             | Second Division           | 13       | 3         | 0            | 0            | 0          | 0          | 3       | 1         | 16        | 3         |
| Blackburn Rovers         | 1987–88             | Second Division           | 44       | 12        | 0            | 0            | 1          | 0          | 1       | 0         | 46        | 12        |
| Blackburn Rovers         | 1988–89             | Second Division           | 38       | 7         | 0            | 0            | 0          | 0          | 3       | 0         | 41        | 7         |
| Blackburn Rovers         | 1989–90             | Second Division           | 7        | 0         | 0            | 0            | 0          | 0          | 1       | 0         | 8         | 0         |
| Blackburn Rovers         | Tổng cộng           | Tổng cộng                 | 102      | 22        | 0            | 0            | 1          | 0          | 8       | 1         | 111       | 22        |
| Manchester City          | 1989–90             | First Division            | 25       | 3         | 3            | 1            | 1          | 0          | 0       | 0         | 29        | 4         |
| Manchester City          | 1990–91             | First Division            | 32       | 1         | 2            | 1            | 3          | 1          | 3       | 0         | 40        | 3         |
| Manchester City          | 1991–92             | First Division            | 6        | 1         | 0            | 0            | 1          | 0          | 1       | 2         | 8         | 3         |
| Manchester City          | Tổng cộng           | Tổng cộng                 | 63       | 5         | 5            | 2            | 5          | 1          | 4       | 2         | 77        | 10        |
| Blackburn Rovers         | 1991–92             | Second Division           | 30       | 4         | 0            | 0            | 0          | 0          | —       | —         | 30        | 4         |
| Blackburn Rovers         | 1992–93             | Premier League            | 41       | 1         | 1            | 0            | 0          | 0          | —       | —         | 42        | 1         |
| Blackburn Rovers         | 1993–94             | Premier League            | 22       | 0         | 2            | 0            | 3          | 0          | —       | —         | 27        | 0         |
| Blackburn Rovers         | 1994–95             | Premier League            | 40       | 4         | 2            | 0            | 4          | 0          | 3       | 0         | 49        | 4         |
| Blackburn Rovers         | 1995–96             | Premier League            | 33       | 1         | 0            | 0            | 4          | 0          | 5       | 0         | 44        | 1         |
| Blackburn Rovers         | 1996–97             | Premier League            | 35       | 1         | 0            | 0            | 0          | 0          | —       | —         | 39        | 1         |
| Blackburn Rovers         | 1997–98             | Premier League            | 34       | 1         | 2            | 0            | 1          | 0          | —       | —         | 39        | 1         |
| Blackburn Rovers         | Tổng cộng           | Tổng cộng                 | 235      | 12        | 7            | 0            | 12         | 0          | 8       | 0         | 262       | 12        |
| Rangers                  | 1998–99             | Scottish Premier League   | 20       | 0         | 3            | 0            | 4          | 0          | 5       | 0         | 32        | 0         |
| Rangers                  | 1999–00             | Scottish Premier League   | 2        | 0         | 0            | 0            | 0          | 0          | 2       | 0         | 4         | 0         |
| Rangers                  | Tổng cộng           | Tổng cộng                 | 22       | 0         | 3            | 0            | 4          | 0          | 7       | 0         | 36        | 0         |
| Coventry City            | 1999–2000           | Premier League            | 9        | 0         | 0            | 0            | 0          | 0          | —       | —         | 9         | 0         |
| Coventry City            | 2000–01             | Premier League            | 2        | 0         | 0            | 0            | 0          | 0          | —       | —         | 2         | 0         |
| Coventry City            | Tổng cộng           | Tổng cộng                 | 11       | 0         | 0            | 0            | 0          | 0          | 0       | 0         | 11        | 0         |
| Bolton Wanderers         | 2000–01             | First Division            | 22       | 3         | 1            | 0            | 0          | 0          | 3       | 0         | 26        | 3         |
| Bolton Wanderers         | 2001–02             | Premier League            | 3        | 0         | 0            | 0            | 4          | 0          | —       | —         | 7         | 0         |
| Bolton Wanderers         | Tổng cộng           | Tổng cộng                 | 25       | 3         | 1            | 0            | 4          | 0          | 3       | 0         | 33        | 3         |
| Preston North End (mượn) | 2001–02             | First Division            | 2        | 0         | 0            | 0            | 0          | 0          | —       | —         | 2         | 0         |
| Blackpool (mượn)         | 2002–03             | Second Division           | 14       | 0         | 0            | 0            | 0          | 0          | —       | —         | 14        | 0         |
| Tổng cộng sự nghiệp      | Tổng cộng sự nghiệp | Tổng cộng sự nghiệp       | 515      | 44        | 21           | 3            | 26         | 1          | 30      | 3         | 592       | 51        |

1. 1 2 3 4 5 6  Số trận ở Full Members' Cup
2. 1 2  Số trận ở UEFA Cup
3. ↑  Số trận ở Charity Shield
4. 1 2  Số trận ở UEFA Champions League
5. ↑  Số trận ở English Football League play-offs

### Quốc tế
| Đội tuyển | Năm       | Số trận | Bàn thắng |
| --------- | --------- | ------- | --------- |
| Scotland  | 1993      | 3       | 1         |
| Scotland  | 1994      | 6       | 0         |
| Scotland  | 1995      | 5       | 0         |
| Scotland  | 1996      | 9       | 0         |
| Scotland  | 1997      | 5       | 0         |
| Scotland  | 1998      | 10      | 0         |
| Scotland  | 1999      | 6       | 0         |
| Scotland  | 2000      | 5       | 0         |
| Scotland  | 2001      | 2       | 2         |
| Tổng cộng | Tổng cộng | 51      | 3         |

Tỷ số và kết quả liệt kê bàn thắng của Scotland được kiểm trước, cột tỷ số cho biết tỷ số sau mỗi bàn thắng của Hendry.
| Số thứ tự | Ngày              | Sân thi đấu                       | Đối thủ    | Tỷ số | Kết quả | Giải đấu                 |
| --------- | ----------------- | --------------------------------- | ---------- | ----- | ------- | ------------------------ |
| 1         | 17 tháng 11, 1993 | National Stadium, Ta' Qali, Malta | Malta      | 2–0   | 2–0     | Vòng loại World Cup 1994 |
| 2         | 28 tháng 3, 2001  | Hampden Park, Glasgow, Scotland   | San Marino | 1–0   | 4–0     | Vòng loại World Cup 2002 |
| 3         | 28 tháng 3, 2001  | Hampden Park, Glasgow, Scotland   | San Marino | 2–0   | 4–0     | Vòng loại World Cup 2002 |

## Danh hiệu
Blackburn Rovers
- Premier League: 1994–95[3]
- Full Members' Cup: 1986–87

Rangers
- Scottish Premier League: 1998–99
- Scottish Cup: 1998–99
- Scottish League Cup: 1998–99

Bolton Wanderers
- Football League First Division play-offs: 2001